# Bunkichi Fujimori
Pour les articles homonymes, voir Fujimori.
Ne doit pas être confondu avec Asuka Fujimori.
Fujimori Bunkichi est un nom japonais traditionnel ; le nom de famille (ou le nom d'école), Fujimori, précède donc le prénom (ou le nom d'artiste).
Bunkichi Fujimori (藤森 文吉, Fujimori Bunkichi), né le 20 mai 1928 à Nagoya et mort le 8 avril 2004 à Créteil, est un universitaire et traducteur qui a été enseignant de japonais à l'INALCO de 1958 à 1998.

## Biographie
Il s'est marié avec Kiyoe Fujimori, conservatrice du fonds japonais de la bibliothèque des langues orientales en 1958, puis a divorcé en 1975. C'est en 1977 qu'il s'est remarié, jusqu'à son décès.

### Enseignement du japonais
- Éléments pour l'étude de la langue japonaise avec Jean-Jacques Origas, Association pour la connaissance du Japon, 1re édition 1970-1972
  - Structure de la langue
  - Analyse et traduction. Textes et schémas
  - Analyse et traduction. Lexique

### Traductions
- Yasunari Kawabata, Nuée d'oiseaux blancs, trad. avec Armel Guerne, Plon, 1960
- Yasunari Kawabata, Pays de neige trad. avec Armel Guerne, Albin Michel, 1971
- Yasunari Kawabata, Romans et nouvelles, édition présentée et annotée par Bunkichi Fujimori  ; traductions de Michel Bourgeot, Lucien Dumont, Bunkichi Fujimori... ; avec la collaboration d'Armel Guerne, Jacques Serguine, Suematsu Hiashi... Albin Michel, 2002

Il était également l'auteur de plusieurs articles de l'Encyclopædia Universalis.